# Голубые горы, или Неправдоподобная история
«Голубые горы, или Неправдоподобная история» — комедийный художественный фильм снятый на киностудии «Грузия-фильм» в 1984 году по мотивам рассказа Резо Чейшвили «Голубые горы».

## Сюжет
Молодой автор Сосо написал рассказ «Голубые горы, или Тянь-Шань». Он несёт свой рассказ в издательство в надежде, что его напечатают. Время идёт, прошёл год, а рассказ всё не печатают.
В издательстве все заняты чем угодно, но только не своими прямыми обязанностями: директор всё время заседает в президиуме или на банкете, редакторы учат французский язык, заняты приготовлением обеда или всё время играют в шахматы. Рукопись, которую принёс Сосо, прочёл лишь маляр.
Тем временем старое здание издательства постепенно покрывается трещинами и рушится то ли от постоянной игры в мотобол поблизости, то ли из-за строительства метро под ним. Редакция перебирается в новое здание, но и там всё идёт по-старому.

## В ролях
- Рамаз Гиоргобиани — Сосо (озвучивание — Валентин Грачёв)
- Василий Кахниашвили — Васо (озвучивание — Алексей Алексеев)
- Теймураз Чиргадзе — Важа, директор (озвучивание — Владимир Ферапонтов)
- Иванэ Сакварелидзе — маркшейдер (озвучивание — Константин Тыртов)
- Сесилия Такайшвили — Тамара, кассир (озвучивание — Марина Гаврилко)
- Григол Нацвлишвили — Иродион (озвучивание — Николай Граббе)
- Владимир Мезвришвили — Гриша (озвучивание — Валентин Брылеев)
- Гурам Лордкипанидзе — Тенгиз (озвучивание — Александр Белявский)
- Михаил Кикодзе — Отар (озвучивание — Анатолий Голик)
- Дареджан Сумбаташвили — Белла (озвучивание — Валентина Тэжик)
- Гурам Петриашвили — муж Беллы (озвучивание — Станислав Михин)
- Зейнаб Боцвадзе — Лали (озвучивание — Нонна Терентьева)
- Отар Гуцнадзе — маляр (озвучивание — Виктор Маркин)
- Омар Шоташвили — Чачанидзе, комиссар федерации мотобола (озвучивание — Виктор Филиппов)
- Отар Коберидзе — актёр

## Фестивали и награды
- 1984 — XVII Всесоюзный кинофестиваль (Киев): в программе художественных фильмов главный приз и диплом — фильму «Голубые горы, или Неправдоподобная история».[1]
- 1985 — Государственная премия СССР — Резо Чейшвили, автор сценария; Эльдар Шенгелая, режиссёр; Леван Пааташвили, оператор; Борис Цхакая, художник; Сесилия Такайшвили (посмертно), исполнительница роли Тамары; Василий Кахниашвили, исполнитель роли Васо; Рамаз Гиоргобиани, исполнитель роли Сосо; Иван Сакварелидзе, исполнитель роли Маркшейдера.
- 1986 — участие в программе «Panorama» на международном кинофестивале в Берлине.